# Clematis moisseenkoi
Clematis moisseenkoi är en ranunkelväxtart som först beskrevs av V.P. Serov, och fick sitt nu gällande namn av Wen Tsai Wang. Clematis moisseenkoi ingår i släktet klematisar, och familjen ranunkelväxter. Inga underarter finns listade i Catalogue of Life.